# كتالونيا
كتالونيا هي مجتمع مستقل في إسبانيا، حدد كجنسية بموجب قانون الحكم الذاتي الخاص بها. تقع معظم أراضيها (باستثناء فال داران) في الشمال الشرقي من شبه الجزيرة الأيبيرية، إلى الجنوب من سلسلة جبال البرانس. تنقسم كتالونيا إداريًا إلى أربع مقاطعات أو ثماني مناطق، والتي تنقسم بدورها إلى 43 مقاطعة. العاصمة وأكبر مدينة، برشلونة، هي ثاني أكبر بلدية من حيث عدد السكان في إسبانيا وخامس أكبر منطقة حضرية من حيث عدد السكان في الاتحاد الأوروبي.
تشمل كتالونيا الحديثة معظم إمارة كتالونيا في العصور الوسطى وأوائل العصر الحديث، مع بقية المنطقة الشمالية التي أصبحت الآن جزءًا من جبال البرانس الشرقية في فرنسا. يحدها من الشمال فرنسا (أوكسيتانيا) وأندورا، ومن الشرق البحر الأبيض المتوسط، ومن الغرب المجتمعات الإسبانية المستقلة أراغون وفالنسيا من الجنوب. بالإضافة إلى ما يقرب من 580 يبلغ طول ساحل كتالونيا حوالي 1.5 كيلومتر، وتتمتع أيضًا بتضاريس مرتفعة رئيسية مثل جبال البرانس وجبال ما قبل البرانس، أو سلسلة جبال سيرالادا المستعرضة، أو المنخفض المركزي. اللغات الرسمية هي الكتالونية والإسبانية واللهجة الآرانية من الأوكيتانية.
في القرن العاشر، أصبحت مقاطعة برشلونة والمقاطعات المجاورة الأخرى مستقلة عن فرنسا الغربية. في عام 1137، تم توحيد برشلونة ومملكة أراغون عن طريق الزواج، مما أدى إلى ظهور ملكية مركبة، وهي تاج أراغون. داخل التاج، اندمجت المقاطعات الكتالونية في دولة واحدة، إمارة كتالونيا، بنظامها المؤسسي المميز، مثل المحاكم، والحكومة العامة، والدساتير، وهي القاعدة والمروج لتجارة التاج وتوسعه في البحر الأبيض المتوسط. وفي أواخر العصور الوسطى، ازدهر الأدب الكاتالوني. في عام 1516، أصبح شارل الخامس ملكًا لكل من تاجي أراغون وقشتالة، محتفظًا بمؤسساتهما وتشريعاتهما المتميزة السابقة. وقد أدت التوترات المتزايدة إلى ثورة إمارة كتالونيا (1640-1652)، التي تحولت لفترة وجيزة إلى جمهورية تحت الحماية الفرنسية. بموجب معاهدة جبال البرانس (1659)، تم التنازل عن الأجزاء الشمالية من كتالونيا لفرنسا. خلال حرب الخلافة الإسبانية (1701-1714)، انحازت دول تاج أراغون ضد بوربون فيليب الخامس ملك إسبانيا، ولكن بعد استسلام كاتالونيا في 11 سبتمبر 1714، فرض إدارة موحدة في جميع أنحاء إسبانيا، وأصدر مراسيم نويفا بلانتا التي أنهت الوضع المنفصل لكاتالونيا، وقمعت مؤسساتها ونظامها القانوني. لقد تفوقت اللغة الإسبانية على اللغة الكاتالونية كلغة للحكومة والأدب.
في العقد الثاني من القرن الحادي والعشرين، كان هناك دعم متزايد لاستقلال كتالونيا. في 27 أكتوبر/تشرين الأول 2017، أعلن البرلمان الكتالوني الاستقلال من جانب واحد، بعد استفتاء اعتبرته الدولة الإسبانية غير دستوري. صوت مجلس الشيوخ الإسباني لصالح فرض الحكم المباشر من خلال إزالة الحكومة الكتالونية والدعوة إلى انتخابات إقليمية مبكرة. قضت المحكمة العليا الإسبانية بسجن سبعة وزراء سابقين في الحكومة الكتالونية بتهمة التمرد وإساءة استخدام الأموال العامة، في حين فر عدد آخر، بمن فيهم الرئيس آنذاك كارليس بويغديمونت - إلى دول أوروبية أخرى. وقد عفت الحكومة الإسبانية عن السجناء في عام 2021.

## تاريخ

### ما قبل التاريخ
كانت أولى المستوطنات البشرية المعروفة في ما يعرف الآن بقطلونية في بداية العصر الحجري القديم الأوسط. أقدم أثر معروف للاحتلال البشري هو الفك السفلي الموجود في بانيوليس، والذي وصفته بعض المصادر بأنه ما قبل الإنسان البدائي عمره نحو 200000 سنة. تشير مصادر أخرى إلى أن عمرها يبلغ ثلث هذا العمر فقط. من عصر ما قبل التاريخ القادم، والحجري الحديث أو الميزوليتي، لا يزال مهمة البقاء على قيد الحياة، وجزء أكبر مؤرخة بين 8000 و 5000 قبل الميلاد، مثل تلك التي سان غريغوريو (فالسيت) وشرم فيلادور (مارجاليف دي مونتسانت). أهم المواقع من هذه العصور، وجميعها تم التنقيب عنها في منطقة مونيز.
بدأ العصر الحجري الحديث في قطلونية نحو 5000 قبل الميلاد، على الرغم من أن السكان كانوا أبطأ في تطوير مستوطنات ثابتة مقارنة بالأماكن الأخرى، وذلك بفضل وفرة الأخشاب، مما سمح باستمرار ثقافة الصيد والجمع. ومن الأمثلة على هذه المستوطنات لا دراجا، وهي «قرية مبكرة من العصر الحجري الحديث يعود تاريخها إلى نهاية الألفية السادسة قبل الميلاد».
طورت الفترة النحاسية في قطلونية بين 2500 و 1800 قبل الميلاد، مع بداية بناء الأجسام النحاسية. حدث العصر البرونزي بين 1800 و 700 قبل الميلاد. توجد بقايا قليلة من هذا العصر، لكن كانت هناك بعض المستوطنات المعروفة في منطقة سيجري المنخفضة. تزامن العصر البرونزي مع وصول الهندو-أوروبيين من خلال ثقافة أورنفيلد، التي بدأت موجات هجرتها المتتالية نحو 1200 قبل الميلاد، وكانوا مسؤولين عن إنشاء المستوطنات الحضرية الأولية الأولى. في نحو منتصف القرن السابع قبل الميلاد، وصل العصر الحديدي إلى قطلونية.

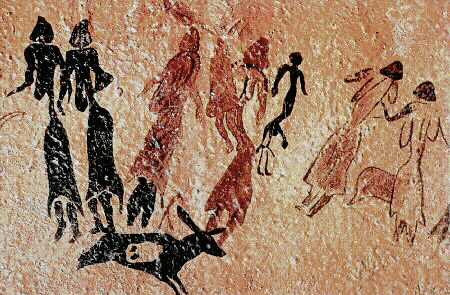
روكا ديلزموروس تحتوي على لوحات محمية كجزء من الفن الصخري من الايبيرية حوض البحر الأبيض المتوسط، وهو موقع التراث العالمي

## التاريخ القديم

### فترة ما قبل الرومان والرومان
في عصور ما قبل الرومان، كانت المنطقة التي تسمى الآن قطلونية في الشمال الشرقي من شبه الجزيرة الأيبيرية - مثل بقية الجانب المتوسطي من شبه الجزيرة - مأهولة بالسكان الأيبيريين. حافظ الأيبيريون في هذه المنطقة - ديرجتيس و الإنديجيتس ولاكيتاني (كرياتينز) - على علاقات مع شعوب البحر الأبيض المتوسط. أصبحت بعض التجمعات الحضرية ذات الصلة، بما في ذلك (ليدا) الداخلية، هيبيريا (ربما أمبوستا أو طرطوشة) أو إنديكا (أوياستريت). تم تأسيس المستعمرات التجارية الساحلية من قبل اليونانيين القدماء، الذين استقروا في جميع أنحاء الخليج من الورود، في الإمبراطورية والورود في القرن الثامن قبل الميلاد. حكم القرطاجيون المنطقة لفترة وجيزة أثناء الحرب البونيقية الثانية وتداولوا مع السكان الأيبريين المحيطين.
بعد هزيمة القرطاجيين على يد الجمهورية الرومانية، أصبح شمال شرق أيبيريا أول من خضع للحكم الروماني وأصبح جزءًا من هسبانيا، الجزء الغربي من الإمبراطورية الرومانية. كانت تاراكو (تاراغونا الحديثة) واحدة من أهم المدن الرومانية في هسبانيا وعاصمة مقاطعة تاراكونينسيس. ومن المدن المهمة الأخرى في الفترة الرومانية إيلردا (ليدا) ودرتوسا (طرطوشة) وجيروندا (جيرونا) بالإضافة إلى موانئ إمبوريون (إمبوريون سابقًا) وبارسينو (برشلونة). بالنسبة لبقية هسبانيا، مُنح القانون اللاتيني لجميع المدن في عهد فيسباسيان (69-79 م)، بينما مُنحت الجنسية الرومانية لجميع الرجال الأحرار في الإمبراطورية بموجب مرسوم كركلا في 212 م (تارغوانا، العاصمة، كانت بالفعل مستعمرة للقانون الروماني منذ 45 قبل الميلاد). كانت مقاطعة زراعية غنية (زيت الزيتون، الكرمة، القمح)، وشهدت القرون الأولى من الإمبراطورية بناء الطرق (أهمها طريق أوغوستا، الموازي لساحل البحر الأبيض المتوسط) والبنية التحتية مثل القنوات.
تم الانتهاء من التحول إلى المسيحية، في القرن الثالث، في المناطق الحضرية في القرن الرابع. على الرغم من أن هيسبانيا بقيت تحت الحكم الروماني ولا تقع تحت حكم الوندال، سوابيانسا والانس في القرن الخامس، عانت المدن الرئيسية من الطرد المتكرر المتكرر.

### العصور الوسطى

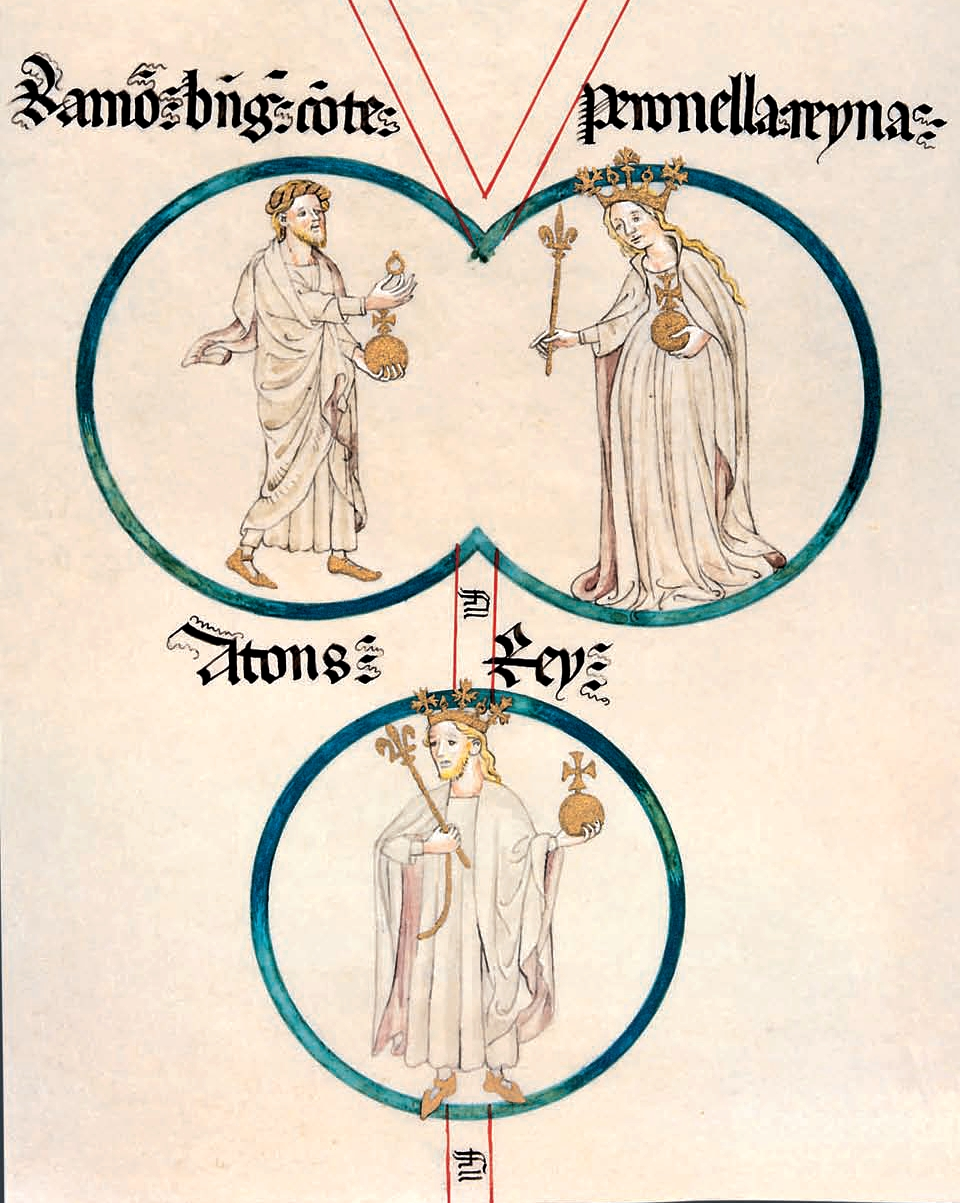
رامون بيرينغير الرابع، كونت برشلونة (يسار)، بيترونيلا من أراغون (يمين) وابنهما ألفونسو الثاني من أراغون وألفونسو الأول من برشلونة (أسفل)، اتحاد سلالي لتاج أراغون

بعد سقوط الإمبراطورية الرومانية الغربية، تم غزو المنطقة من قبل القوط الغربيين وحكمها كجزء من مملكة القوط الغربيين لما يقرب من قرنين ونصف. في عام 718، أصبحت تحت سيطرة المسلمين وأصبحت جزءًا من الأندلس، إحدى مقاطعات الخلافة الأموية. من غزو روسيون عام 760، إلى غزو برشلونة عام 801، سيطرت إمبراطورية الفرنجة على المنطقة الواقعة بين سبتمانيا ونهر لوبريغات من المسلمين وأنشأت مقاطعات عسكرية تتمتع بحكم ذاتي. شكلت هذه المقاطعات جزءًا من المسيرات التاريخية المعروفة باسم المسيرات القوطية والإسبانية، وهي منطقة عازلة في جنوب إمبراطورية الفرنجة في مقاطعة سبتمانيا السابقة وفي الشمال الشرقي من شبه الجزيرة الأيبيرية، لتكون بمثابة حاجز دفاعي لإمبراطورية الفرنجة ضد المزيد من الغزوات الإسلامية من الأندلس.
وجاءت هذه المقاطعات تحت حكم كونت برشلونة، الذين كانوا الفرنجة خدم ترشحهم إمبراطور الفرنجة، الذين كانوا إقطاعيين (801-988). يعود أقدم استخدام معروف لاسم «قطلونية» لهذه المقاطعات إلى عام 1117. في نهاية القرن التاسع، جعل كونت برشلونة ويلفريد ذا هير لقبه وراثيًا وأسس سلالة بيت برشلونة، التي حكمت قطلونية حتى عام 1410.
في عام 988 بوريل الثاني، كونت برشلونة، لم تعترف بالملك الفرنسي الجديد هيو كابت كملك له، مما يدل على فقدان التبعية من حكم الفرنجة ويؤكد أن خلفائه (من رامون بوريل الأول إلى رامون بيرينجير الرابع) مستقلين عن تاج كابيتيان الذين اعتبروهم مغتصبي مملكة الفرنجة الكارولنجية. في بداية القرن الحادي عشر، عانت المقاطعات القطلونية من عملية إقطاعية مهمة، تسيطر عليها جزئيًا جمعيات السلام والهدنة التي ترعاها الكنيسة ومهارات التفاوض لكونت برشلونة رامون بيرينغير الأول، والتي بدأت تدوين القانون الإقطاعي في الكتابة. استخدامات برشلونة، أصبحت أساس القانون القطلوني. في عام 1137، قرر رامون بيرينغير الرابع، كونت برشلونة، قبول اقتراح الملك راميرو الثاني من أراغون بالزواج من الملكة بترونيلا، وتأسيس اتحاد السلالات بين مقاطعة برشلونة ومملكة أراغون، وإنشاء تاج أراغون وصنع القطلونية. المقاطعات التي تم توحيدها تحت مقاطعة برشلونة لتصبح إمارة من تاج أراغون.
كمنطقة ساحلية، أصبحت قطلونية قاعدة للقوات البحرية لتاج أراغون، والتي نشرت قوة تاج أراغون في البحر الأبيض المتوسط، وجعلت برشلونة مدينة قوية وغنية. في الفترة من 1164-1410، الأراضي الجديدة، ومملكة بلنسية، ومملكة ميورقة، سردينيا، ومملكة صقلية، كورسيكا، و، لفترة وجيزة، والدوقيات من أثينا ونيوباتريا أدرجت في الأسر الحاكمة في بيت أراغون. ترافق التوسع مع تطور كبير في التجارة القطلونية، مما أدى إلى إنشاء شبكة تجارية واسعة عبر البحر الأبيض المتوسط والتي تنافست مع تلك الموجودة في جمهوريتي جنوة والبندقية البحريتين.

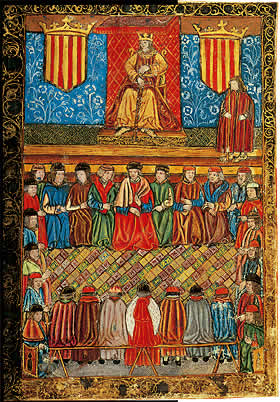
صورة مصغرة من القرن الخامس عشر للمحاكم الكاتالونية

في الوقت نفسه، طورت إمارة قطلونية نظامًا مؤسسيًا وسياسيًا معقدًا قائمًا على مفهوم ميثاق بين أملاك المملكة والملك. كان لابد من الموافقة على القوانين في المحكمة العامة في قطلونية، وهي واحدة من أولى الهيئات البرلمانية في أوروبا التي حظرت السلطة الملكية لإصدار تشريعات من جانب واحد (منذ 1283). كانت المحاكم مكونة من ثلاث مقاطعات، وترأسها ملك أراغون، ووافقت على الدساتير، التي أوجدت مجموعة من الحقوق لجنسية الإمارة. من أجل تحصيل الضرائب العامة، أنشأت محاكم عام 1359 منصب ممثل دائم للنواب، يُدعى تفويض الجنرال (والذي عُرف لاحقًا باسم مجلس قطلونية العام)، والذي اكتسب السلطة السياسية على مدى القرون التالية.
تأثرت نطاقات تاج أراغون بشدة من وباء الموت الأسود وتفشي الطاعون في وقت لاحق. بين عامي 1347 و 1497 فقدت قطلونية 37 في المائة من سكانها. في عام 1410، توفي الملك مارتن الأول دون أن يبقى أحفاد على قيد الحياة. في ظل تسوية كاسبي، تلقى فرديناند من منزل تراستامارا القشتالي تاج أراغون باسم فرديناند الأول ملك أراغون. في عهد ابنه يوحنا الثاني، تسببت التوترات الاجتماعية والسياسية في اندلاع الحرب الأهلية القطلونية (1462–1472).

### الحقبة الحديثة

إمارة كتالونيا (1608)

تزوج فرديناند الثاني من أراغون، حفيد فرديناند الأول، والملكة إيزابيلا الأولى ملكة قشتالة في عام 1469، ثم أخذوا لقب الملوك الكاثوليك. بعد ذلك، نظر المؤرخون إلى هذا الحدث على أنه فجر إسبانيا الموحدة. في هذا الوقت، على الرغم من اتحاد تيجان قشتالة وأراغون، على الرغم من اتحادهما بالزواج، فقد احتفظتا بأقاليم مميزة، حيث احتفظ كل منهما بمؤسساته التقليدية وبرلماناته وقوانينه وعملته. كلفت قشتالة ببعثات استكشافية إلى الأمريكتين واستفادت من الثروات المكتسبة في الاستعمار الإسباني للأمريكتين، لكنها تحملت في الوقت المناسب أيضًا العبء الرئيسي للنفقات العسكرية للممالك الإسبانية الموحدة. بعد وفاة إيزابيلا، حكم فرديناند الثاني شخصيًا كلا المملكتين.
بحكم النسب من أجداده لأمه، فرديناند الثاني من أراغون وإيزابيلا الأولى ملك قشتالة، أصبح تشارلز الأول ملك إسبانيا في عام 1516 أول ملك يحكم تيجان قشتالة وأراغون في وقت واحد. بعد وفاة جده (بيت هابسبورغ)، ماكسيميليان الأول، إمبراطور روماني مقدس، انتُخب أيضًا تشارلز الخامس، إمبراطورًا رومانيًا مقدسًا، في عام 1519.
تأثرت نطاقات تاج أراغون بشدة من وباء الموت الأسود وتفشي الطاعون في وقت لاحق. بين عامي 1347 و 1497 فقدت قطلونية 37 في المائة من سكانها. في عام 1410، توفي الملك مارتن الأول دون أن يبقى أحفاد على قيد الحياة. في ظل تسوية كاسبي، تلقى فرديناند من منزل تراستامارا القشتالي تاج أراغون باسم فرديناند الأول ملك أراغون. في عهد ابنه يوحنا الثاني، تسببت التوترات الاجتماعية والسياسية في اندلاع الحرب الأهلية القطلونية (1462–1472).
على مدى القرون القليلة التالية، كانت إمارة قطلونية عمومًا على الجانب الخاسر من سلسلة من الحروب التي أدت بشكل مطرد إلى زيادة مركزية السلطة في إسبانيا. على الرغم من هذه الحقيقة، بين القرنين السادس عشر والثامن عشر، نمت مشاركة المجتمع السياسي في الحكومة المحلية والحكومة القطلونية العامة، بينما ظل الملوك غائبين واستمر نظامها الدستوري في التعزيز. بدأت التوترات بين المؤسسات القطلونية والنظام الملكي في الظهور. أدى الوجود الكبير والمرهق للجيش الملكي الإسباني في الإمارة بسبب الحرب الفرنسية الإسبانية إلى انتفاضة الفلاحين، مما أدى إلى اندلاع حرب ريبر (1640–1652)، التي شهدت تمرد قطلونية (لفترة وجيزة باعتبارها جمهورية بقيادة الإمبراطورية الرومانية). رئيس مجلس قطلونية العام، باو كلارس) بمساعدة فرنسية ضد التاج الإسباني لتجاوزه حقوق قطلونية خلال حرب الثلاثين عامًا. في غضون فترة وجيزة، سيطرت فرنسا بالكامل على قطلونية. تمت استعادة معظم قطلونية من قبل النظام الملكي الأسباني ولكن تم الاعتراف بالحقوق القطلونية. خسر روسيون أمام فرنسا بموجب معاهدة البيرينيه (1659).
كان الصراع الأكثر أهمية فيما يتعلق بالنظام الملكي الحاكم هو حرب الخلافة الإسبانية، التي بدأت عندما توفي تشارلز الثاني ملك إسبانيا الذي لم ينجب أولادًا، آخر أسرة هابسبورغ الإسبانية، دون وريث عام 1700. اختار تشارلز الثاني فيليب الخامس ملك إسبانيا من أسرة بوربون الفرنسية. انتفضت قطلونية، مثل غيرها من المناطق التي شكلت تاج أراغون، لدعم المدعي النمساوي هابسبورغ تشارلز السادس، الإمبراطور الروماني المقدس، في مطالبته بالعرش الإسباني باسم تشارلز الثالث ملك إسبانيا. أدى القتال بين منازل بوربون وهابسبورغ من أجل التاج الإسباني إلى تقسيم إسبانيا وأوروبا.
أنهى سقوط برشلونة في 11 سبتمبر 1714 على يد ملك بوربون فيليب الخامس عسكريًا مطالبة هابسبورغ بالتاج الإسباني، والتي أصبحت حقيقة قانونية في معاهدة أوترخت. شعر فيليب أنه تعرض للخيانة من قبل المحاكم القطلونية، حيث أقسمت في البداية على الولاء له عندما ترأسها في عام 1701. انتقامًا من الخيانة، واستلهامًا من أسلوب الحكم المطلق الفرنسي، قدم أول ملك بوربون مراسيم نويفا بلانتا، التي تضم أراضي تاج أراغون، بما في ذلك إمارة قطلونية، كمقاطعات تحت تاج قشتالة في عام 1716، أنهى مؤسساتهم وقوانينهم وحقوقهم المنفصلة، بالإضافة إلىالعنصرية الحزبية، داخل مملكة إسبانيا المتحدة. منذ الثلث الثاني من القرن الثامن عشر فصاعدًا، نفذت قطلونية عملية ناجحة للتصنيع الأولي، تم تعزيزها في أواخر ربع القرن عندما انتهى احتكار قشتالة التجاري مع المستعمرات الأمريكية.

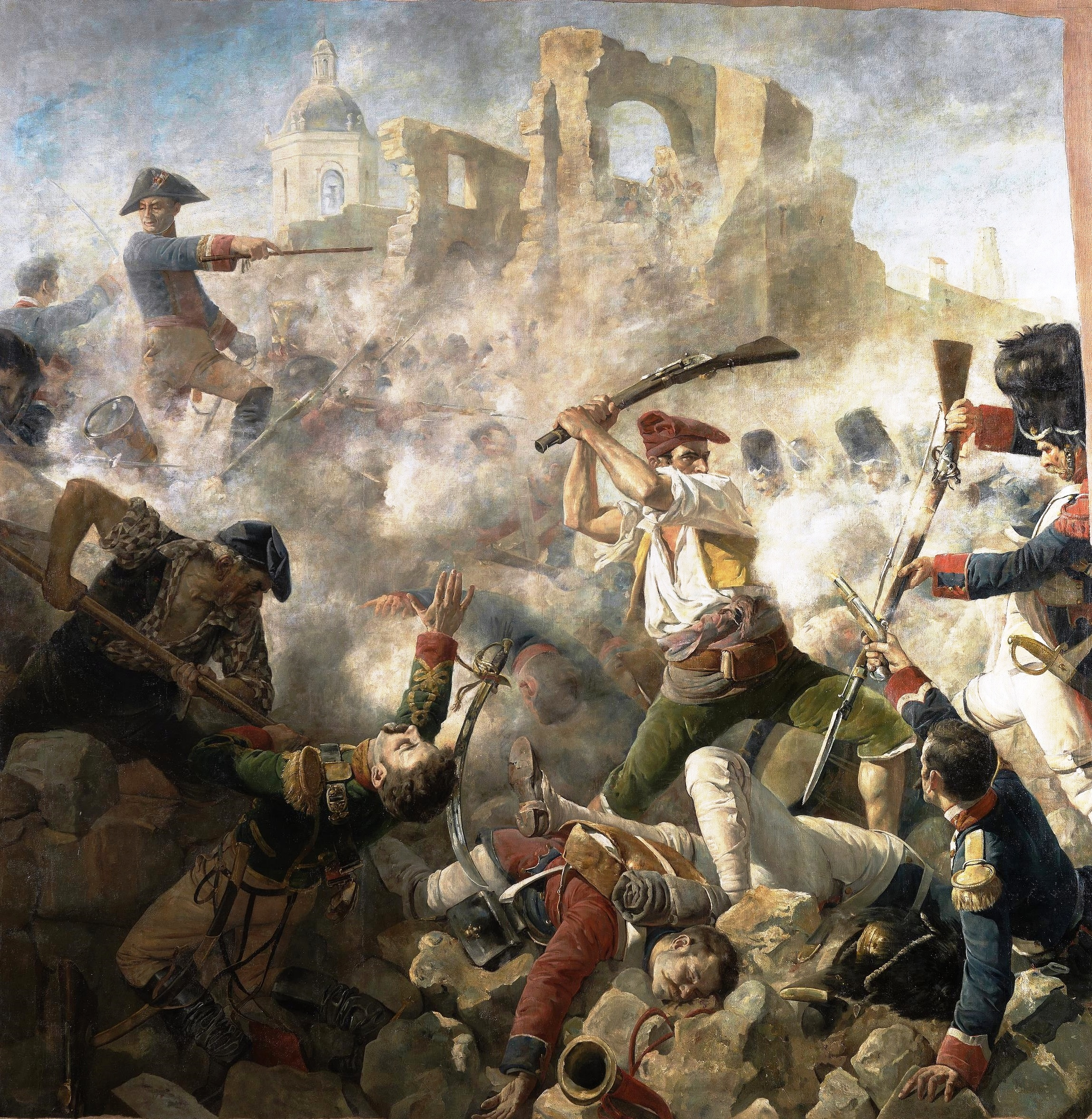
الحصار الثالث لجيرونا (1809)، حرب شبه الجزيرة ضد نابليون

#### التصنيع والجمهورية والاستقلال
في بداية القرن التاسع عشر، تأثرت قطلونية بشدة بالحروب النابليونية. في عام 1808 احتلت من قبل القوات الفرنسية. تطورت المقاومة ضد الاحتلال في النهاية إلى حرب شبه الجزيرة. تم إضفاء الطابع المؤسسي على رفض الهيمنة الفرنسية من خلال إنشاء «المجالس» (المجالس) التي مارست السيادة وتمثيل الإقليم بسبب اختفاء المؤسسات القديمة، وبقيت موالية لبوربون. تولى نابليون السيطرة المباشرة على قطلونية لإرساء النظام، وإنشاء حكومة قطلونية تحت حكم مارشال أوجيرو، وجعل القطلونية لفترة وجيزة لغة رسمية مرة أخرى. بين عامي 1812 و 1814، تم ضم قطلونية إلى فرنسا وتم تنظيمها في أربع مقاطعات. أخلت القوات الفرنسية الأراضي القطلونية في نهاية عام 1814. بعد استعادة بوربون في إسبانيا وموت الملك المطلق فرديناند السابع، اندلعت حروب كارليست ضد دولة إيزابيلا الثانية الليبرالية المولودة حديثًا. تم تقسيم قطلونية، ودعم الساحل ومعظم المناطق الصناعية الليبرالية، بينما كانت العديد من المناطق الداخلية في أيدي كارليست، حيث اقترح آخرهم إعادة إنشاء الأنظمة المؤسسية التي تم قمعها في مراسيم نويفا بلانتا في جميع العوالم القديمة لتاج أراغون.
في الثلث الثاني من القرن التاسع عشر، أصبحت مركزًا صناعيًا. تم تعزيز هذه العملية من خلال، من بين أمور أخرى، قوانين حمائية [قانون العلاقات التجارية مع جزر الأنتيل] الوطنية (على الرغم من أن سياسة الحكومة الاسبانية خلال تلك الأوقات تغيرت عدة مرات بين التجارة الحرة والحمائية) وشروط بروتو التصنيع اثنين من القرون السابقة من المناطق الحضرية القطلونية وريفها. على مدار القرن، ازدهرت صناعة النسيج في المناطق الحضرية وفي الريف، وعادة ما كانت في شكل مدن الشركات. حتى يومنا هذا، لا تزال واحدة من أكثر المناطق الصناعية في إسبانيا. في عام 1832 تم افتتاح مصنع كونبلاتا في برشلونة، وهو أول مصنع في البلاد يعمل بمحرك بخاري. خلال تلك السنوات، كانت برشلونة بؤرة انتفاضات ثورية مهمة، أطلق عليها «الثيران»، مما تسبب في علاقة صعبة بين العديد من قطاعات المجتمع القطلوني والحكومة المركزية، وفي قطلونية، بدأ التيار الجمهوري في التطور؛ أيضا، حتما، فضل العديد من القطلونيين إسبانيا أكثر اتحادية. وفي الوقت نفسه، شهدت اللغة القطلونية نهضة ثقافية على المستوى الشعبي والبرجوازي. بعد سقوط الجمهورية الإسبانية الأولى واستعادة سلالة بوربون (1874)، نمت القومية القطلونية في الأهمية.
كان الفوضويون نشيطين طوال أوائل القرن العشرين، حيث أسسوا النقابة العمالية للكونفدرالية وحققوا أول يوم عمل من ثماني ساعات في أوروبا في عام 1919. بلغ الاستياء المتزايد من التجنيد الإجباري والجيش ذروته في الأسبوع المأساوي في برشلونة عام 1909. في الثلث الأول من القرن العشرين، اكتسبت قطلونية وفقدت درجات متفاوتة من الحكم الذاتي عدة مرات. في عام 1914، تم السماح للمقاطعات القطلونية الأربعة بإنشاء كومنولث (قطلونية: Mancomunitat de Catalunya)، دون أي سلطة تشريعية أو استقلالية محددة نفذت برنامجًا طموحًا للتحديث، ولكن تم حلها في عام 1925 من قبل ديكتاتورية بريمو دي ريفيرا (1923-1930). خلال الخطوات الأخيرة للديكتاتورية، احتفلت برشلونة بالمعرض الدولي لعام 1929، بينما بدأت إسبانيا تعاني من أزمة اقتصادية.

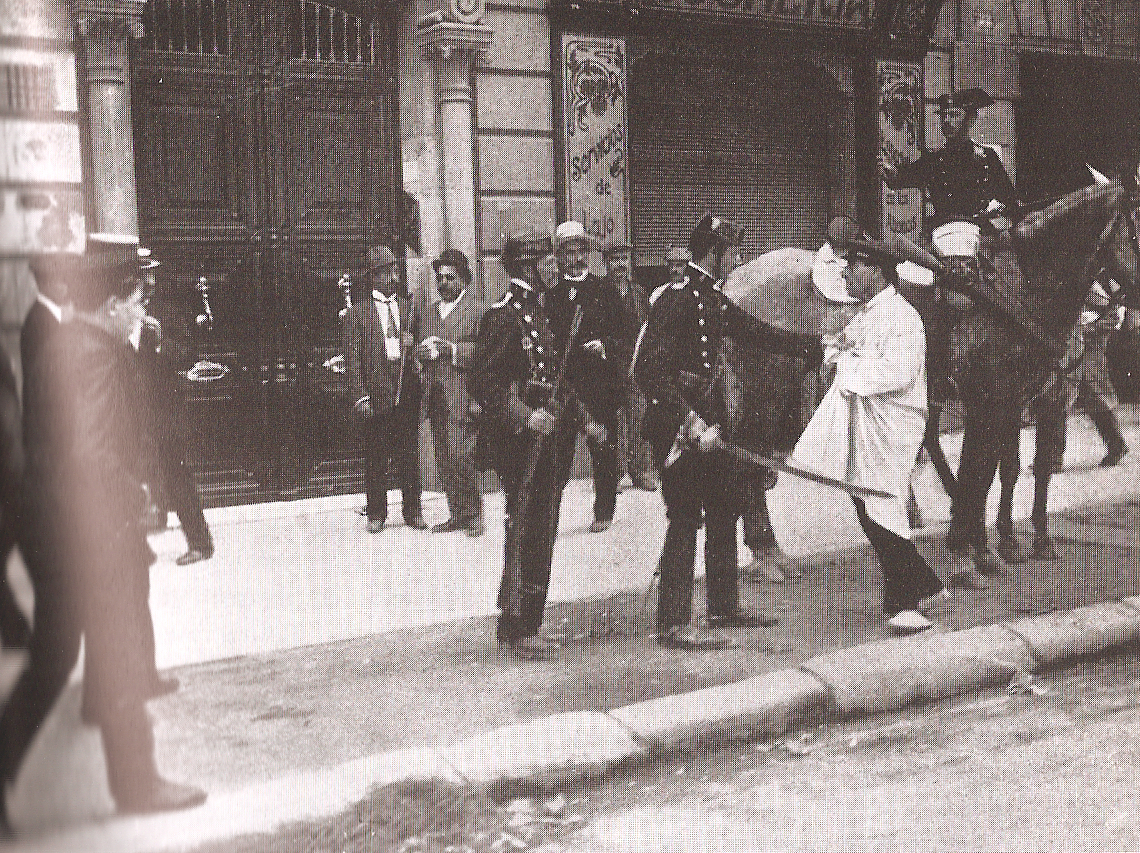
المشتبه بهم الذين ألقت قوات الحرس المدني القبض عليهم خلال الأسبوع المأساوي عام 1909

بعد سقوط الديكتاتور وإعلان موجز للجمهورية القطلونية خلال الأحداث التي أدت إلى إعلان الجمهورية الإسبانية الثانية (1931-1939)، حصلت على أول قانون للحكم الذاتي من برلمان الجمهورية الإسبانية، لتأسيس هيئة مستقلة، مجلس قطلونية العام، والتي تضمنت برلمانًا وحكومة ومحكمة استئناف، وانتخب الزعيم اليساري المستقل فرانسيسك ماسيا أول رئيس لها. بذلت حكومات المجلس العام الجمهوري، بقيادة أعضاء اليسار الجمهوري في قطلونية (ERC) فرانسيسك ماسيا (1931-1933) ولويس كومبنيس (1933-1940) جهودًا لتنفيذ أجندة اجتماعية متقدمة وتقدمية، على الرغم من الصعوبات الداخلية. تميزت هذه الفترة بالاضطرابات السياسية وآثار الأزمة الاقتصادية وانعكاساتها الاجتماعية. تم تعليق النظام الأساسي للحكم الذاتي في عام 1934، بسبب أحداث 6 أكتوبر في برشلونة، كرد فعل لانضمام الحزب القومي الإسباني اليميني CEDA إلى حكومة الجمهورية، التي تعتبر قريبة من الفاشية. بعد الانتصار الانتخابي للجبهة الشعبية في فبراير 1936، تم العفو عن حكومة قطلونية وأعيد الحكم الذاتي.

### الحرب الأهلية الإسبانية (1936-1939) وحكم فرانكو (1939-1975)

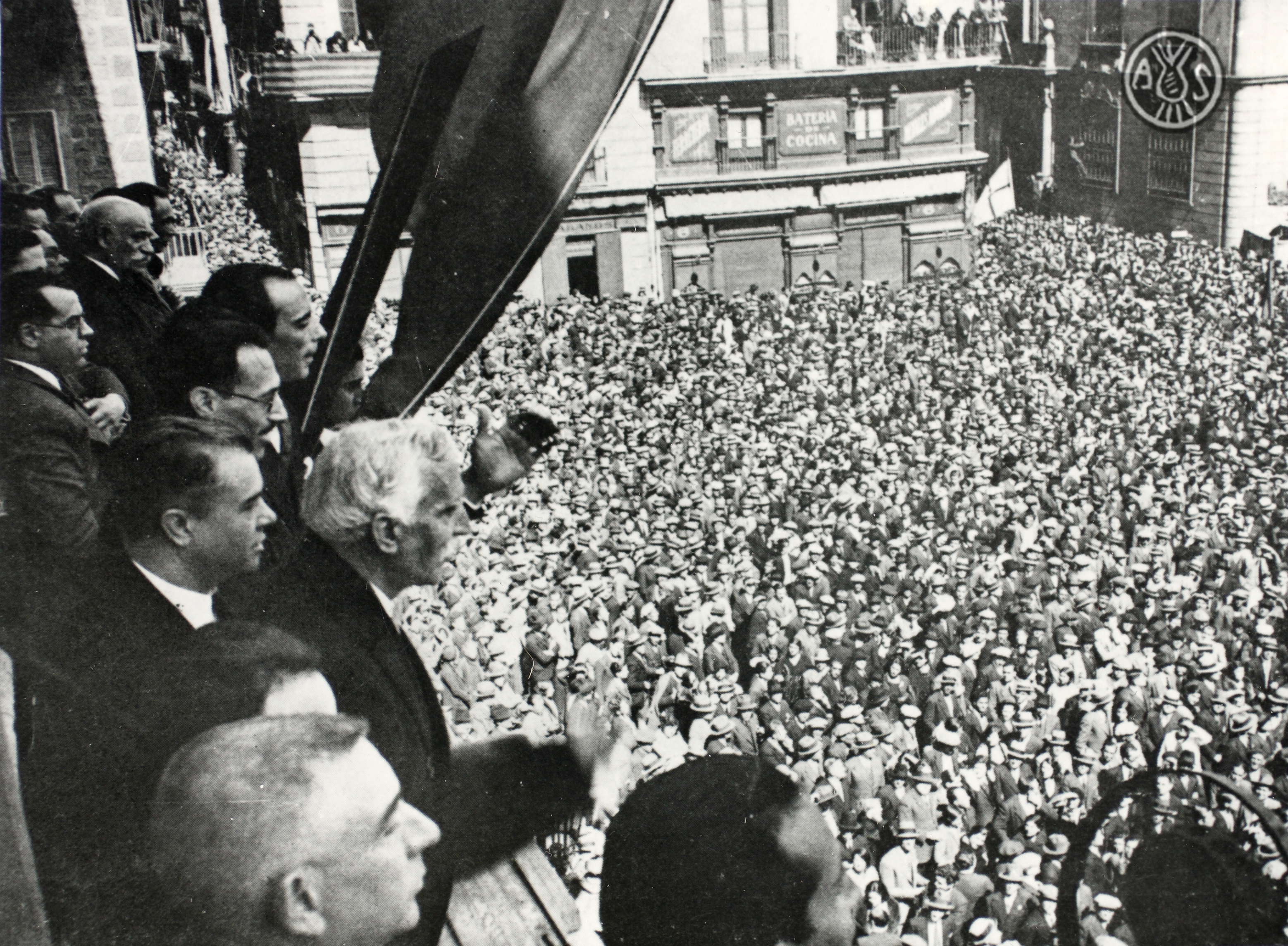
فرانسيسك ماسيا يعلن جمهورية كتالونيا في 14 أبريل 1931 في برشلونة

وضعت هزيمة التمرد العسكري ضد الحكومة الجمهورية في برشلونة قطلونية بقوة في الجانب الجمهوري من الحرب الأهلية الإسبانية. خلال الحرب، كانت هناك قوتان متنافستان في قطلونية: السلطة القانونية للجنرال وقوة الأمر الواقع للميليشيات الشعبية المسلحة. وبلغت المواجهات العنيفة بين أحزاب العمال (CNT-FAI و POUM ضد PSUC) ذروتها بهزيمة الأحزاب الأولى عام 1937. حل الوضع نفسه تدريجياً لصالح المجلس العام، ولكن في نفس الوقت كانت المجلس العام تفقد جزئياً سلطتها المستقلة داخل جمهورية إسبانيا. في عام 1938، كسرت قوات فرانكو الأراضي الجمهورية إلى قسمين، وعزلت قطلونية عن بقية الجمهورية. أدت هزيمة الجيش الجمهوري في معركة إبرو في عامي 1938 و 1939 إلى احتلال قطلونية من قبل قوات فرانكو.
جلبت هزيمة الجمهورية الإسبانية في الحرب الأهلية الإسبانية إلى السلطة ديكتاتورية فرانسيسكو فرانكو، الذي كان حكمه الذي دام عشر سنوات عنيفًا واستبداديًا وقمعيًا على حد سواء بالمعنى السياسي والثقافي والاجتماعي والاقتصادي. في قطلونية، تم حظر أي نوع من الأنشطة العامة المرتبطة بالقومية القطلونية أو الجمهورية أو الأناركية أو الاشتراكية أو الليبرالية أو الديمقراطية أو الشيوعية، بما في ذلك نشر الكتب حول هذه الموضوعات أو مجرد مناقشتها في اجتماعات مفتوحة.
حظر نظام فرانكو استخدام القطلونية في المؤسسات التي تديرها الحكومة وخلال المناسبات العامة، كما تم إلغاء مؤسسات الحكم الذاتي القطلونية. نُقل رئيس قطلونية الموالي لإسبانيا، لويس كومبنيس، إلى إسبانيا من منفاه في فرنسا المحتلة من قبل ألمانيا، وتعرض للتعذيب والإعدام في قلعة مونتجويك في برشلونة لارتكابه جريمة «التمرد العسكري».
خلال المراحل اللاحقة من إسبانيا فرانكو، استؤنفت بعض الاحتفالات الفولكلورية والدينية في القطلونية وتم التسامح معها. تم حظر استخدام اللغة القطلونية في وسائل الإعلام، ولكن تم السماح بها منذ أوائل الخمسينيات في المسرح. على الرغم من الحظر خلال السنوات الأولى وصعوبات الفترة التالية، استمر النشر باللغة القطلونية طوال فترة حكمه.
كانت السنوات التي تلت الحرب صعبة للغاية. قطلونية، مثل أجزاء كثيرة أخرى من إسبانيا، دمرتها الحرب. كان التعافي من أضرار الحرب بطيئًا وزاد من صعوبة الحظر التجاري الدولي والسياسة الذاتية لنظام فرانكو. بحلول أواخر الخمسينيات من القرن الماضي، استعادت المنطقة مستوياتها الاقتصادية التي كانت عليها قبل الحرب، وفي الستينيات كانت ثاني أسرع الاقتصادات نموًا في العالم فيما أصبح يُعرف باسم المعجزة الإسبانية. خلال هذه الفترة، كان هناك نمو مذهل في الصناعة والسياحة في قطلونية التي جذبت أعدادًا كبيرة من العمال إلى المنطقة من جميع أنحاء إسبانيا وجعلت المنطقة المحيطة ببرشلونة واحدة من أكبر المناطق الحضرية الصناعية في أوروبا.

### الفترة الانتقالية والديمقراطية (1975 إلى الوقت الحاضر)

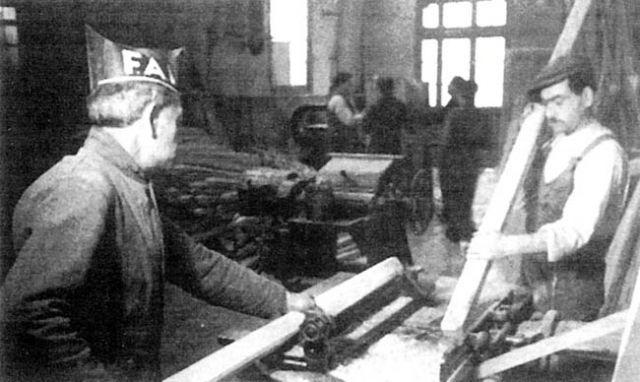
تعاونية عمال CNT-FAI في برشلونة تنتج منتجات الخشب والصلب

بعد وفاة فرانكو في عام 1975، صوتت قطلونية لاعتماد دستور إسباني ديمقراطي في عام 1978، حيث استعادت قطلونية استقلالها السياسي والثقافي، واستعادة الجنرال (المنفي منذ نهاية الحرب الأهلية في عام 1939) في عام 1977 واعتماد قانون جديد. من الحكم الذاتي في عام 1979. أعطت الانتخابات الأولى لبرلمان قطلونية بموجب هذا النظام الأساسي الرئاسة القطلونية لجوردي بوجول، وهو المنصب الذي كان سيشغله حتى عام 2003. خلال هذا الوقت، قاد أيضًا تحالف انتخابي قومي قطلوني من يمين الوسط. طوال الثمانينيات والتسعينيات، استمرت مؤسسات الحكم الذاتي القطلوني في تطوير، من بينها قوة شرطة مستقلة (Mossos d'Esquadra، في عام 1983)، وشبكة البث تلفزيون قطلونية وقناتها الأولى TV3، التي تم إنشاؤها في عام 1983. تعد قطلونية اليوم واحدة من أكثر المجتمعات ديناميكية من الناحية الاقتصادية في إسبانيا. برشلونة هي عاصمة قطلونية وأكبر مدنها، وهي مركز ثقافي دولي رئيسي ووجهة سياحية رئيسية. في عام 1992، استضافت برشلونة دورة الألعاب الأولمبية الصيفية.
في نوفمبر 2003، أعطت انتخابات برلمان قطلونية الحكومة لتحالف قطلونية يساري شكله الحزب الاشتراكي لقطلونية (PSC-PSOE)، ويسار قطلونية الجمهوري (ERC) ومبادرة قطلونية الخضر (ICV)، وتم تعيين الاشتراكي باسكوال مارغال رئيسا. قامت الحكومة الجديدة بتنقيح نسخة جديدة من قانون الحكم الذاتي، الذي عزز ووسع جوانب معينة من الحكم الذاتي.
تم الطعن في النظام الأساسي الجديد للحكم الذاتي في قطلونية، الذي تمت الموافقة عليه بعد استفتاء عام 2006، من قبل قطاعات مهمة من المجتمع الإسباني، وخاصة من قبل حزب الشعب المحافظ، الذي أرسل القانون إلى المحكمة الدستورية الإسبانية. في عام 2010، أعلنت المحكمة عدم صلاحية بعض المواد التي أسست نظامًا قضائيًا قطلونيًا مستقلًا، أو تحسين جوانب التمويل، أو تقسيم إقليمي جديد، أو وضع اللغة القطلونية أو الإعلان الرمزي لقطلونية كدولة. تم الطعن بشدة في هذا القرار من قبل قطاعات كبيرة من المجتمع القطلوني، مما زاد من مطالب الاستقلال.

### استفتاء استقلال قطلونية 2017

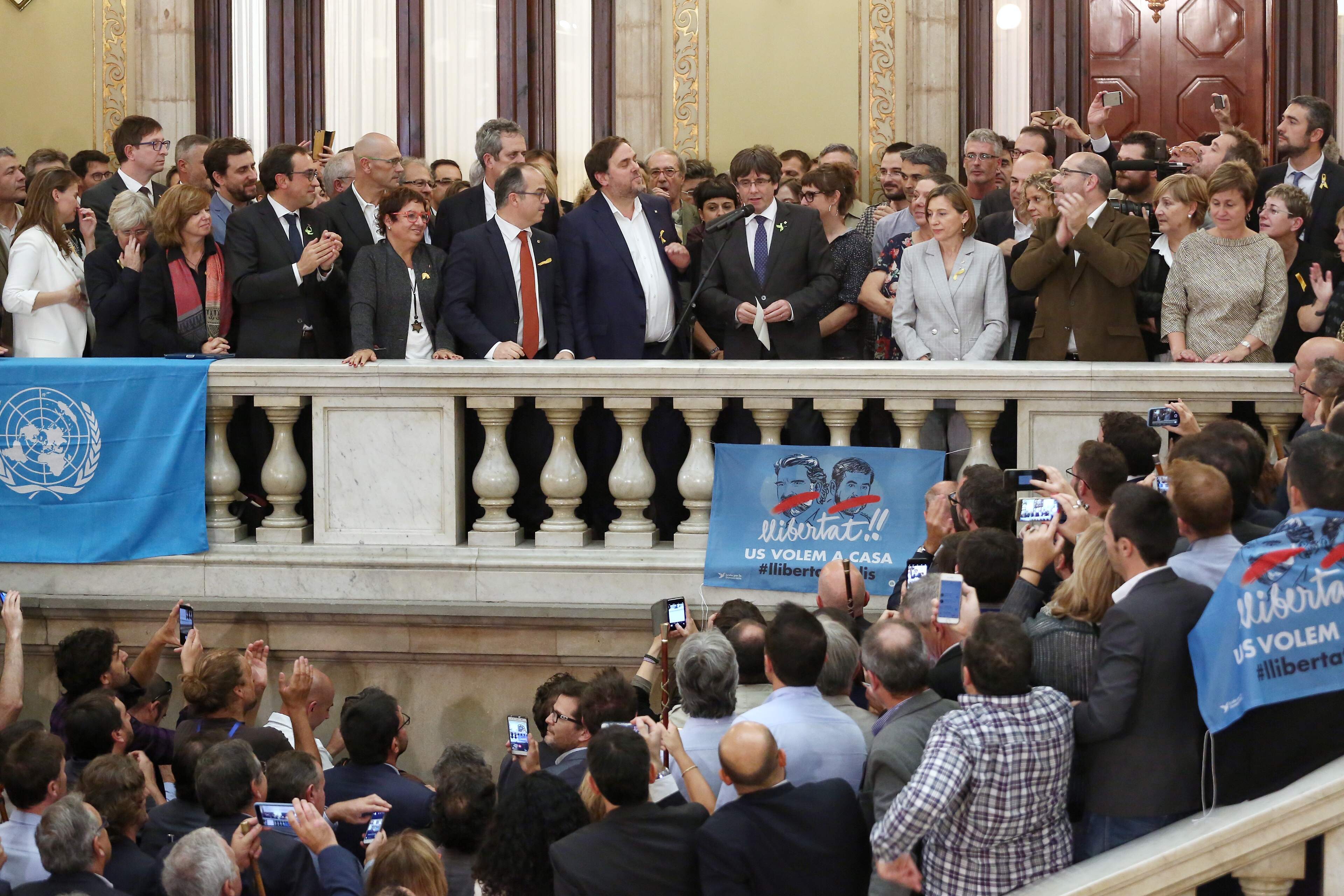
الرئيس الكتالوني كارليس بويغديمونت يخاطب الحشود بعد إعلان الاستقلال من جانب واحد في 27 أكتوبر.

في 1 أكتوبر 2017 تم تنظيم استفتاء استقلال قطلونية 2017 داخل إقليم قطلونية الذي رفضت السلطات الإسبانية الاعتراف بنتائجه سواء كانت نتائجه مع أو ضد استقلال الإقليم وقد واجهت السلطات الإسبانية جمعا من المقترعين بالعنف والقمع، هذا وقد شهد يوم الاقتراع مظاهرات ومناوشات بين المتظاهرين ورجال الأمن الذين حاولوا تفرقة التجمعات بالقوة عبر استعمال الغازات المسيلة للدموع بينما رد عليها المتظاهرون برفع شعار: {الاستقلال لا الذل}.
تم إعلان الإستفتاء غير قانوني ووقف من قبل المحكمة الدستورية الإسبانية، لأنه ينتهك دستور عام 1978. شهدت التطورات اللاحقة، في 27 أكتوبر 2017، إعلانًا رمزيًا للاستقلال من قبل برلمان قطلونية، وفرض الحكم المباشر من قبل الحكومة الإسبانية من خلال استخدام المادة 155 من الدستور، إقالة المجلس التنفيذي وحل البرلمان، مع انتخابات إقليمية مبكرة دعت في 21 ديسمبر 2017، والتي انتهت بفوز الأحزاب المؤيدة للاستقلال. فرّ الرئيس السابق كارليس بويجديمونت وخمسة وزراء سابقين من إسبانيا (في قضية بويجديمونت)، بينما حُكم على تسعة أعضاء آخرين في مجلس الوزراء، بمن فيهم نائب الرئيس أوريول جونكويراس، بالسجن بتهم مختلفة بالتمرد والتحريض وإساءة استخدام الجمهور والأموال. أصبح كيم تورا الرئيس الـ 131 لحكومة قطلونية في 17 مايو 2018، بعد أن منعت المحاكم الإسبانية ثلاثة مرشحين آخرين.
في عام 2018، انضمت جمعية قطلونية الوطنية إلى منظمة الأمم والشعوب غير الممثلة (UNPO) نيابة عن قطلونية.
في 14 أكتوبر 2019، حكمت المحكمة العليا الإسبانية على العديد من القادة السياسيين القطلونيين المشاركين في تنظيم استفتاء على استقلال قطلونية عن إسبانيا بتهم تتراوح بين التحريض على الفتنة وإساءة استخدام الأموال العامة، مع أحكام بالسجن تتراوح بين 9 و 13 عامًا. أثار هذا القرار مظاهرات حول قطلونية.

## الجغرافيا
تقع قطلونية في شمال شرق إسبانيا، تحدها من الشمال فرنسا وأندورا، ومن الجنوب منطقة بلنسية، ومن الشرق البحر الأبيض المتوسط، ومن الغرب منطقة أراغون.
تبلغ مساحة قطلونية 32.106 كم² (سادس أكبر منطقة من حيث المساحة في إسبانيا).

### الأنهار
أهم أنهار قطلونية:
- نهر إِبْرُه (río Ebro/riu Ebre)
- نهر فرانكولي (riu Francolí)
- نهر يوبريغات (riu Llobregat)
- نهر تورديرا (riu Tordera)
- نهر تـير (riu Ter)
- نهر فـلوبيا (riu Fluvià)
- نهر غايـا (riu Gaià)

## التقسيمات الإدارية
تنقسم منطقة قطلونية إلى 4 مقاطعات رئيسية، والتي تنقسم بدورها إلى 946 بلدية. والمقاطعات الأربعة هي:
| المقاطعة | الاسم الرسمي بالقطلونية | الاسم بالإسبانية | عدد السكان | عدد البلديات |
| -------- | ----------------------- | ---------------- | ---------- | ------------ |
| برشلونة  | Barcelona               | Barcelona        | 5.511.147  | 311          |
| جرندة    | Girona                  | Gerona           | 752.026    | 221          |
| لاردة    | Lleida                  | Lérida           | 439.253    | 231          |
| طركونة   | Tarragona               | Tarragona        | 805.789    | 183          |

## اللغة
اللغة القطلونية هي لغة قطلونية تسمى أيضاً بالعربية اللغة القطلونية. وتعد اللغة الرسمية إلى جانب اللغة الإسبانية في إسبانيا. وينتشر استخدام اللغة القطلونية في أجزاء من الأراضي الإسبانية والأوروبية، وهي:
- منطقة قطلونية، إسبانيا
- منطقة جزر البليار، إسبانيا
- منطقة بلنسية، إسبانيا
- الجزء الشرقي من منطقة أرغون، إسبانيا
- إلكارشي (منطقة مرسية)، إسبانيا
- أندورا: تعتبر اللغة القطلونية اللغة الرسمية للدولة
- البرانيس الشرقية، فرنسا
- مدينة ألغيرو، إيطاليا

يبلغ مجموع الناطقين بهذه اللغة 11.5 مليون نسمة.

## السكان
الغالبيّة العظمى من سكان منطقة قطلونية هم من الشعب القطلوني، على الرغم من ذلك نحو 19% من سكان قطلونية هم من المهاجرين. دينيًا الغالبية العظمى من القطلونيين يعتنقون الديانة المسيحية على مذهب الرومانيَّة الكاثوليكيًّة. وفقًا لأحدث دراسة ترعاها حكومة قطلونية أجريت في عام 2016، وجدت أنَّ 61.9% من سكان قطلونية يعرفون أنفسهم مسيحيين، منهم 58.0% كاثوليك، ونحو 3% من البروتستانت، ونحو 0.9% من أتباع الكنيسة الأرثوذكسية الشرقية في حين أنَّ 0.6% من شهود يهوه. في الوقت نفسه، كان 16% من السكان من الملحدين ونحو 11.9% لاأدريين، في حين كان 4.8% من المسلمين (معظمهم مهاجرين)، ونحو 2.4% من أتباع الديانات الأخرى.

## السياسة
السلطة التشريعية ممثلة في برلمان قطلونية. يتألف البرلمان من 135 نائباً يمثلون المقاطعات الأربع.
في الانتخابات التشريعية في سنة 2012 حصل ائتلاف الاقارب والاتحاد على أكبر عدد مقاعد يليه حزب اليسار الجمهوري الكتلاني الذي دخل في تحالف مع «التقارب والاتحاد» على أن يدعم سياسته الانفصالية عن إسبانيا. حصلت الأحزاب المؤيدة لتقرير المصير (الانفصال) على 85 مقعداً في البرلمان.
- أقرّ برلمان قطلونية في 23 يناير 2013 وثيقة الاستقلال بأغلبية 85 صوتاً بمعارضة 41، وورد في الوثيقة «تقرير المصير من خلال استشارة سكان قطلونية».[60]

- إعلان قطلونية كجمهورية مستقلة والانفصال من جانب واحد على مملكة إسبانيا وذلك بتصويت سري لبرلمان الإقليم بـ 70صوت مع الاستقلال من أصل 135 صوت.[61]

## الرياضة
كانت للرياضة أهمية مميزة في الحياة والثقافة الكاتالونية منذ بداية القرن العشرين؛ ونتيجة لذلك، تتمتع المنطقة ببنية تحتية رياضية متطورة. الرياضات الرئيسية هي كرة القدم وكرة السلة وكرة اليد والهوكي والتنس ورياضة السيارات.
في حين يتم تمثيل الرياضات الأكثر شعبية على المستوى الدولي من قبل الفرق الوطنية الإسبانية، تلعب كتالونيا بنفسها في بعض الرياضات الصغيرة، مثل الكورفبول، وكرة الصالات أو دوري الرجبي. تتمتع الاتحادات الرياضية الكتالونية المختلفة بتقليد طويل، وقد شارك بعضها في تأسيس الاتحادات الرياضية الدولية، مثل الاتحاد الكتالوني للرجبي، الذي كان أحد الأعضاء المؤسسين للاتحاد الدولي للرجبي للهواة (FIRA) في عام 1934. تعد غالبية الاتحادات الرياضية الكاتالونية جزءًا من اتحاد الاتحاد الرياضي في كتالونيا (الكاتالونية:Unió de Federacions Esportives de Catalunya)، تأسست في عام 1933. وقد تسبب وجود فرق كاتالونية منفصلة في حدوث نزاعات مع المؤسسات الرياضية الإسبانية، كما حدث مع لعبة هوكي الدحرجة في قضية فريسنو المثيرة للجدل (2004).
كما يقوم الاتحاد الكتالوني لكرة القدم بشكل دوري بتشكيل فريق وطني ضد فرق دولية، وتنظيم مباريات ودية. وفي السنوات الأخيرة لعبوا مع بلغاريا والأرجنتين والبرازيل وبلاد الباسك وكولومبيا ونيجيريا والرأس الأخضر وتونس. أكبر أندية كرة القدم هي برشلونة (المعروف أيضًا باسم بارسا)، الذي فاز بخمسة كؤوس أوروبية (دوري أبطال أوروبا UEFA)، وإسبانيول، الذي كان وصيفًا لكأس الاتحاد الأوروبي (الدوري الأوروبي UEFA الآن) مرتين. اعتبارًا من ديسمبر 2024، يلعب برشلونة وإسبانيول وجيرونا في الدوري الإسباني الممتاز (الليجا).
تعد كرة الماء الكاتالونية واحدة من القوى الرئيسية في شبه الجزيرة الأيبيرية. حقق الكتالونيون انتصارات في مسابقات كرة الماء على المستوى الأوروبي والعالمي حسب النادي (برشلونة كان بطل أوروبا في 1981/82 وكاتالونيا في 1994/95) والمنتخب الوطني (ميدالية ذهبية واحدة وميدالية فضية واحدة في الألعاب الأولمبية وبطولة العالم). كما أنها تضم العديد من أبطال السباحة المتزامنة الدوليين.
تتمتع رياضة السيارات بتقليد طويل في كتالونيا، والذي يشارك فيه العديد من الأشخاص، مع بعض أبطال العالم والعديد من المسابقات المنظمة منذ بداية القرن العشرين. حلبة كاتالونيا، التي تم بناؤها في عام 1991، هي واحدة من أهم أماكن رياضة السيارات، حيث تستضيف سباق الجائزة الكبرى الكتالوني للدراجات النارية، وسباق الجائزة الكبرى الإسباني للفورمولا 1، وسباق DTM، والعديد من السباقات الأخرى.

استضافت كتالونيا العديد من الأحداث الرياضية الدولية ذات الصلة، مثل دورة الألعاب الأولمبية الصيفية عام 1992 في برشلونة، وكذلك دورة الألعاب المتوسطية عام 1955، وبطولة العالم للألعاب المائية عام 2013 أو دورة الألعاب المتوسطية عام 2018. أقيمت فيه سنويًا رابع أقدم سباق دراجات لا يزال قائمًا في العالم، وهو سباق فولتا أ كاتالونيا (جولة كاتالونيا).

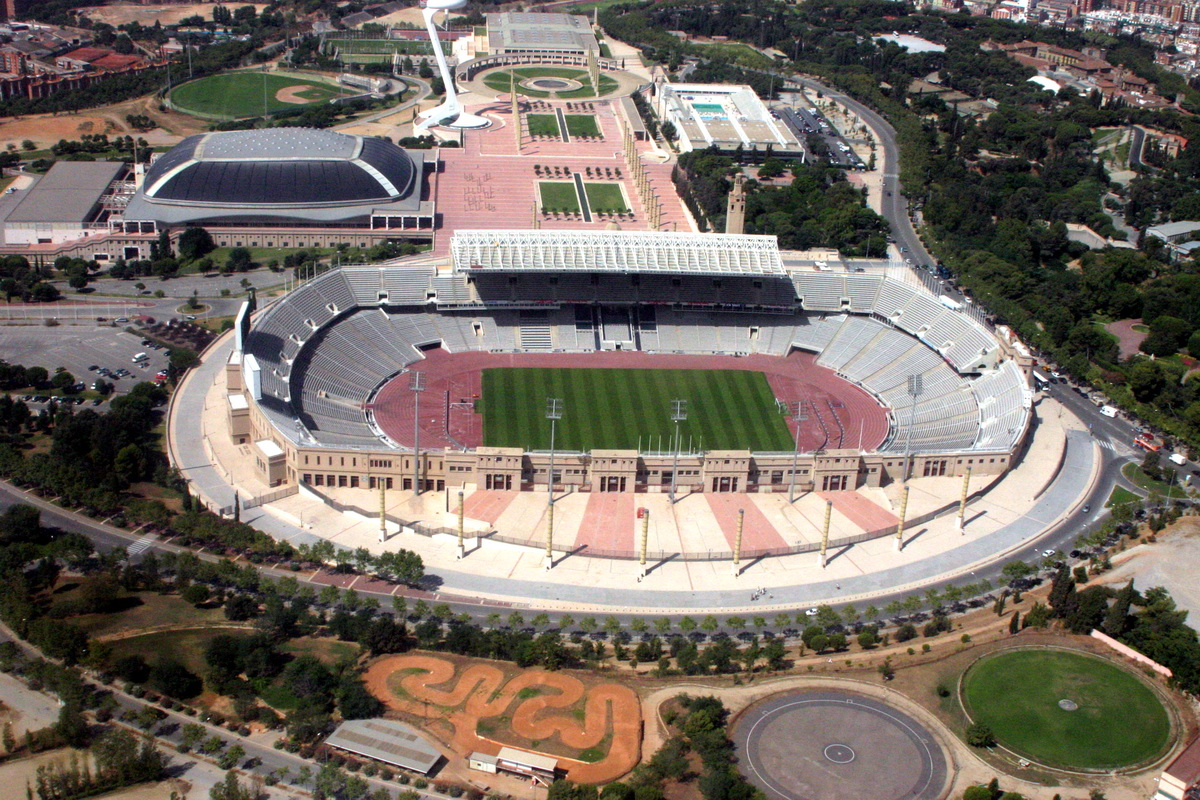
الحديقة الأولمبية في مونتجويك، برشلونة. في المركز، ملعب لويس كومبانيس الأولمبي
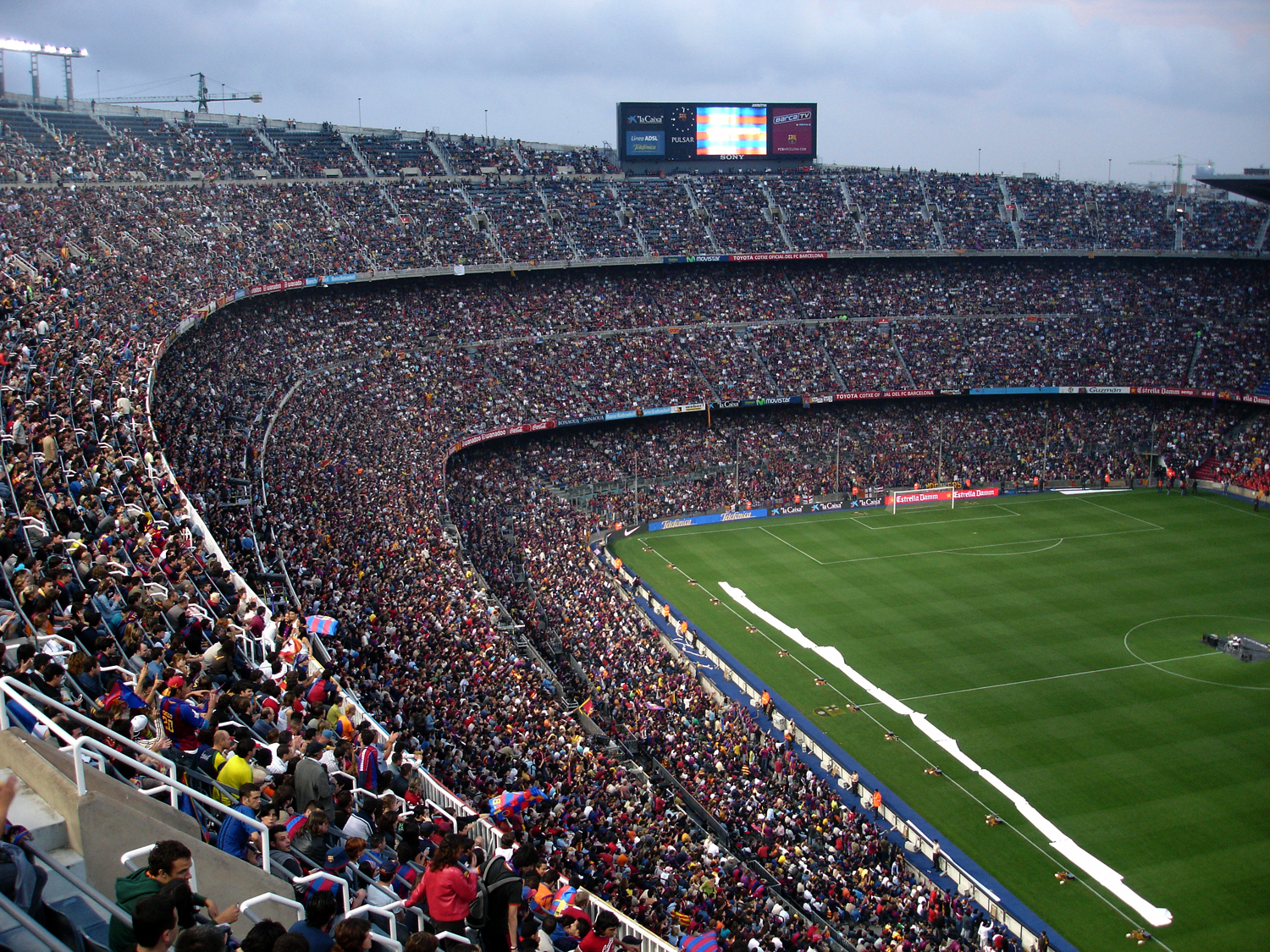
كامب نو، موطن نادي برشلونة
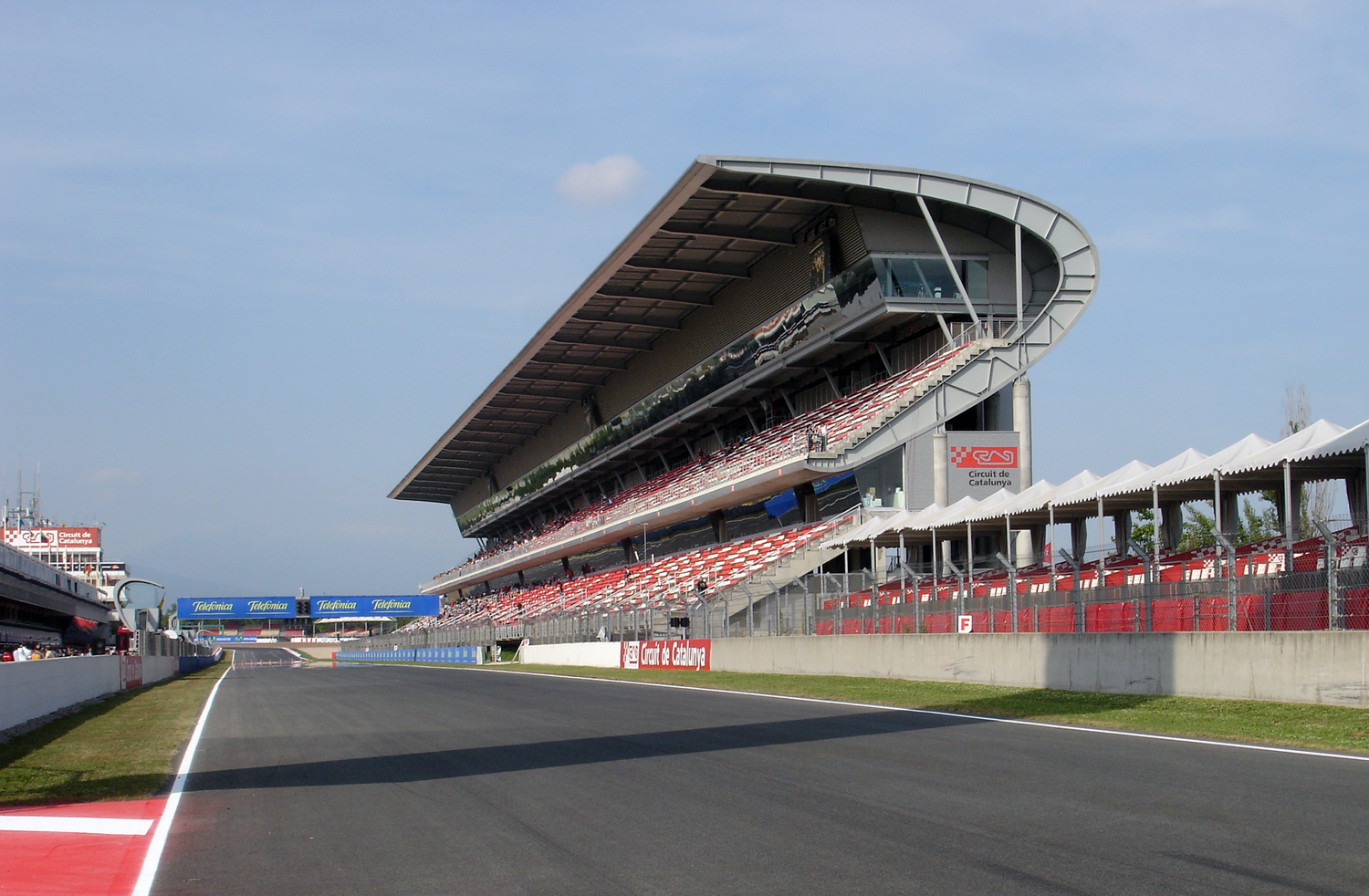
حلبة برشلونة – كاتالونيا
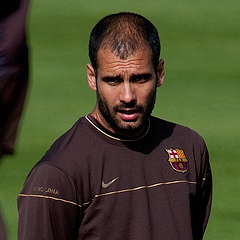
بيب جوارديولا، أحد أنجح مديري كرة القدم على مر العصور، في الصورة أثناء إدارته لفريق برشلونة

## معرض صور

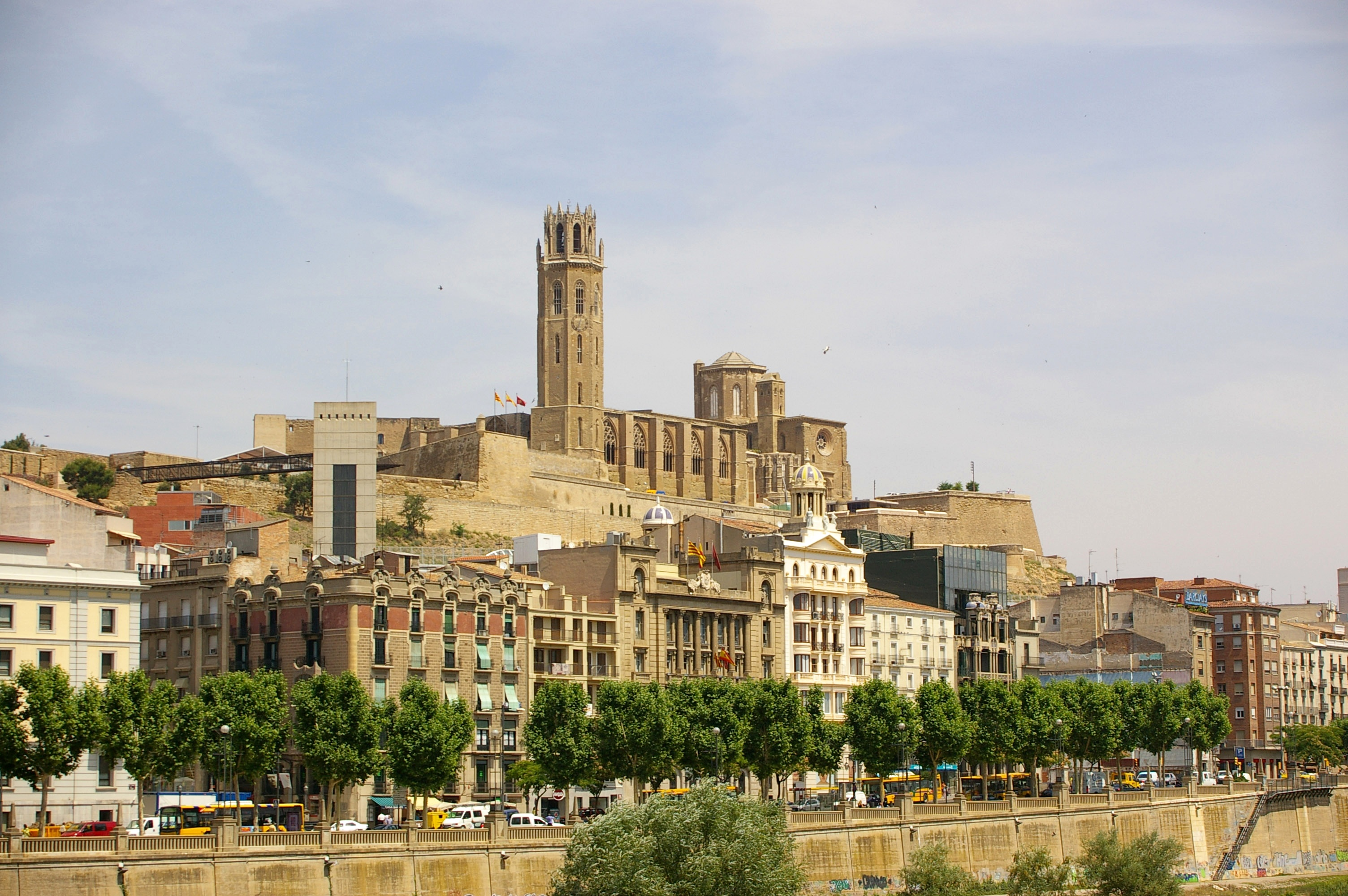
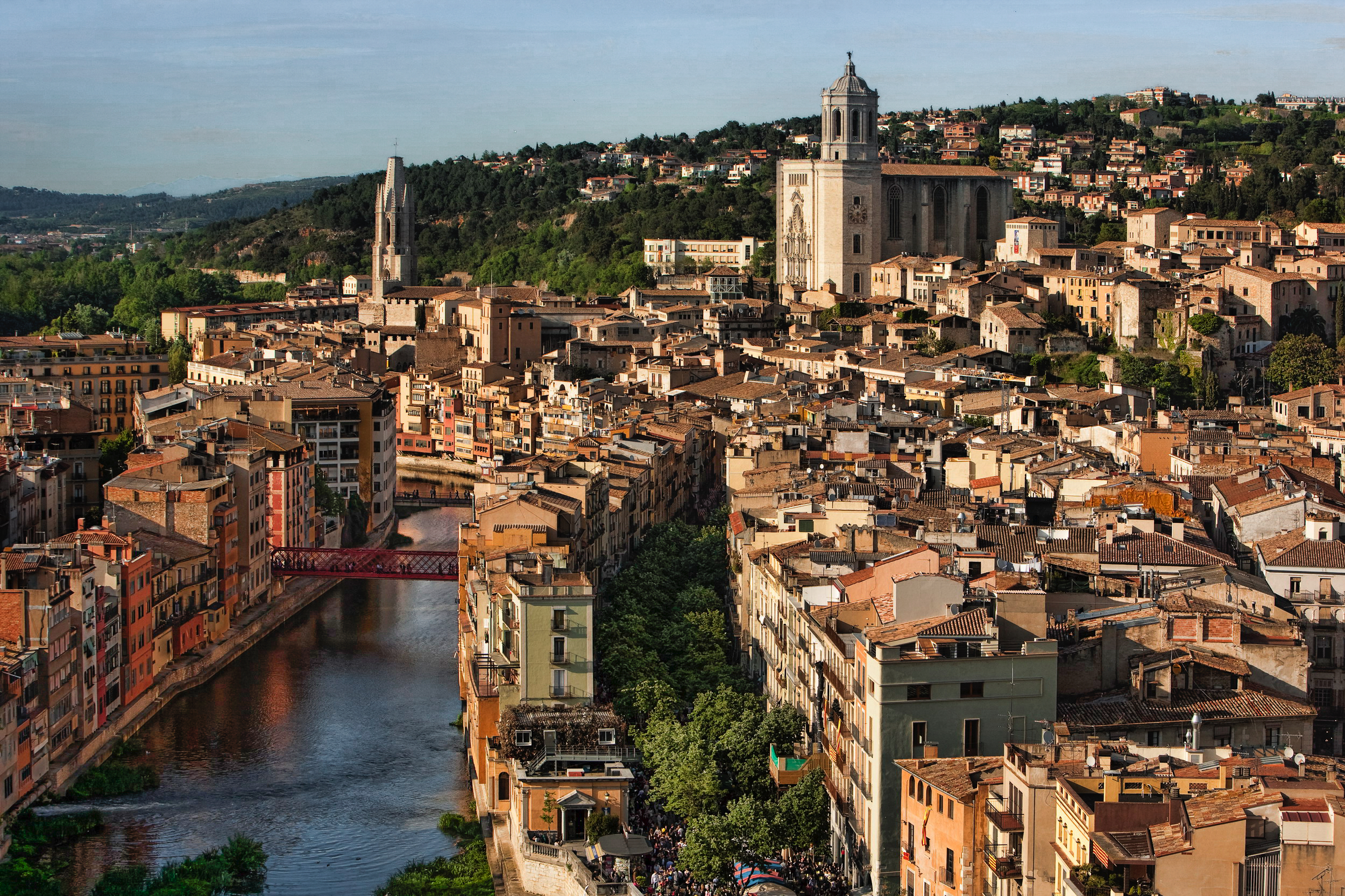
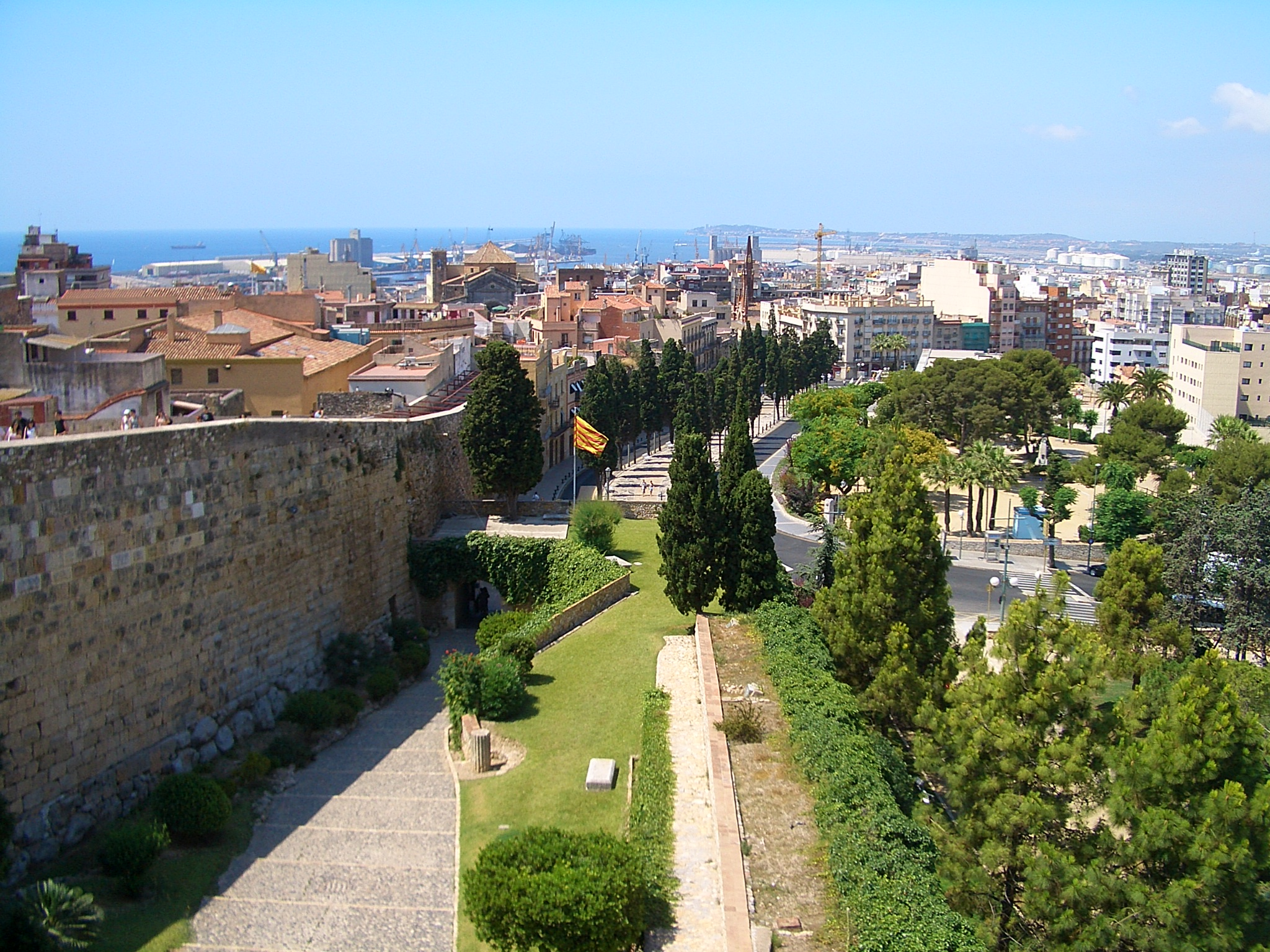
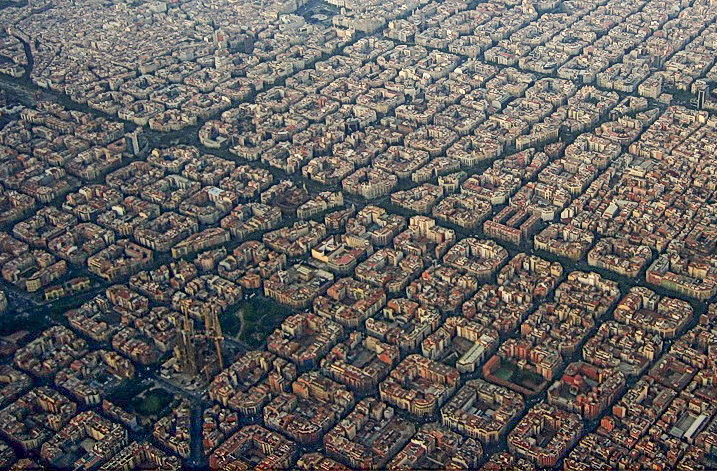